# Jānis Liepiņš
Jānis Liepiņš, latvijski general, * 1894, † 1942.